# دولو

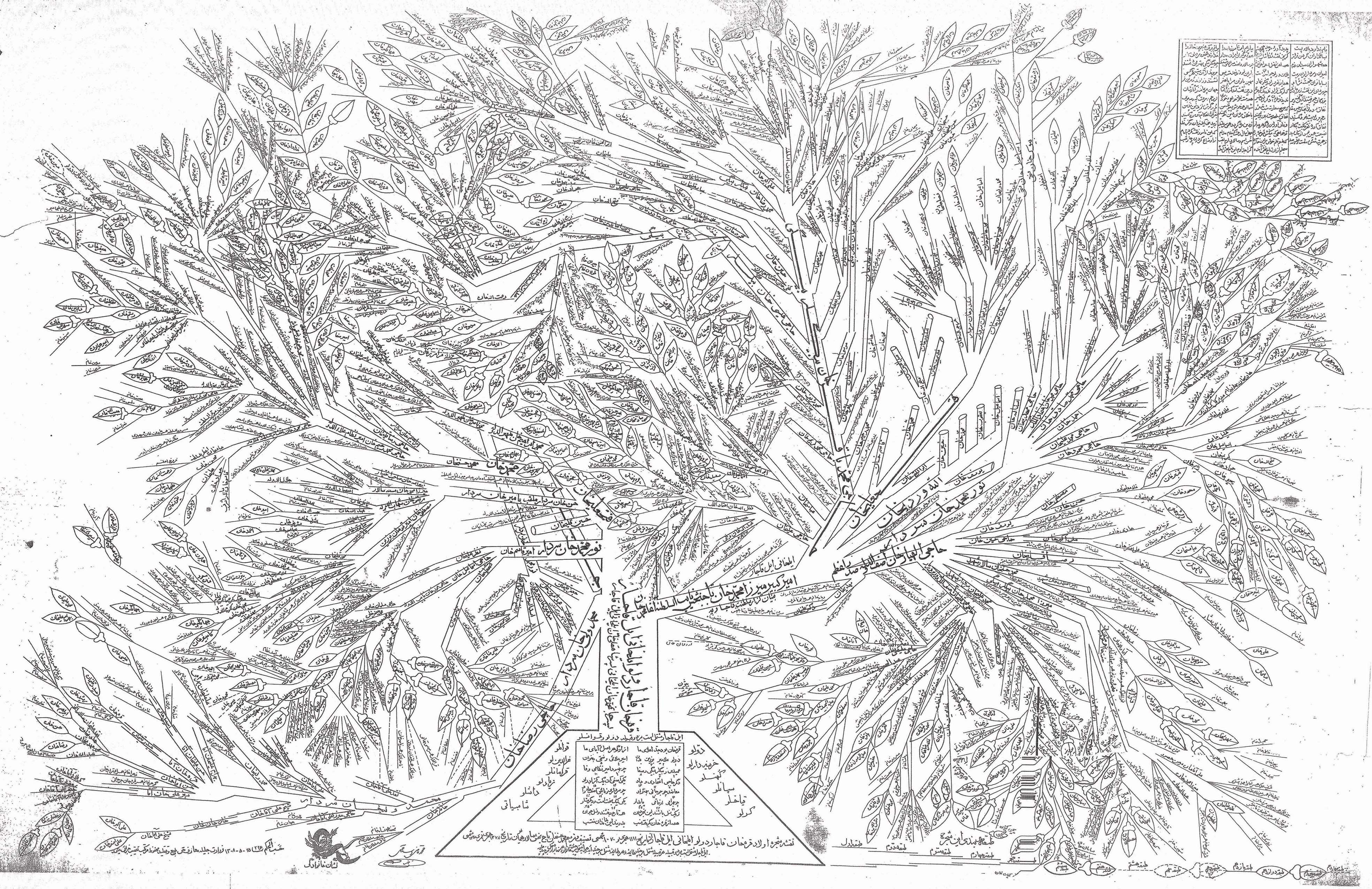
تبارنامه خاندان دولّو، نوشته محمد حسن خان تاج بخش سالار همایون

دولّو(به خط لاتین: Davalou یا Davallou یا davallu یا davalloo) یا دولّو قاجار نام یکی از طایفه‌های ایل قاجار می‌باشد، «دولو» در ترکی به معنای «قبیلهٔ [صاحب] شتر» است
دولّوها یکی از خاندان‌های تأثیرگذار در تاریخ معاصر ایران و در دوره‌های صفویه، قاجاریه و پهلوی بودند. دولوها در کنار قوانلوها یکی از دو شاخه قدرتمند ایل قاجار و رقیب یکدیگر به‌شمار می‌آمدند. سلاطین قاجار به شاخه قوانلو تعلق داشتند، از این رو نخستین پادشاه این سلسله، آقامحمدخان قاجار، در نخستین سال‌های سلطنت تصریح کرد که تاج و تخت قاجار باید به نخستین فرزند پسری که از وصلت دو طایفه به وجود می‌آید تعلق گیرد. مادران عباس میرزا (ولیعهد فتحعلی‌شاه)، و محمدشاه، سومین پادشاه قاجاریه، هر دو از خاندان دولو بودند. با این حال کوشش دولوها برای گرفتن سهم بیشتری از قدرت تا اوایل حکومت ناصرالدین‌شاه ادامه داشت که نخست در اقدامات الله‌یار خان آصف‌الدوله برای رسیدن به مقام صدراعظمی در دوران محمدشاه و سپس در طغیان پسرش حسن‌خان سالار علیه حکومت مرکزی نمود یافت.
سالار همایون تاجبخش در شعری بیست و شش فامیلی را که از نوادگان خاندان دولو هستند معرفی می‌کند:
| قره خان بود جد اعلای ما          |  | از او گوهر و اصل و آبای ما      |
| «دولو»، «علامیر»، «برزین» بدان   |  | «امیرعلایی» و «فتحی» بخوان      |
| «عمیدی» و «بیگلربیگی» و «صفا»    |  | چو «بهبود»، «امیرنظامی» و «وفا» |
| دگر «حاجبی»، «اعتمادی» و «داد»   |  | یکی «آصفی» آن یک «آزاد راد»     |
| «معاضد» چو «جرجانی» و «بهنژاد»   |  | چو «سرداری» است «آصف جاه» راد   |
| چو «بهرامی»، «ارفاقی» و «پایدار» |  | یکی «نیکبخت» است و دیگر «مشار»  |
| ز یک نسل باشند این بخردان        |  | همه «تاجبخش» اند و نسل مهان     |

## افراد مشهور
- احمدخان علاءالدوله
- الله‌یار خان آصف‌الدوله
- امیرخان سردار
- محمدحسن‌خان حاجب‌الدوله
- حسن‌خان سالار
- علی ظهیرالدوله
- محمدرحیم خان علاءالدوله
- محمود علامیر
- فروغ‌الملک
- خانبابا مشار
- محمدقلی آصف‌الدوله
- محمدناصر ظهیرالدوله قاجار
- حسینعلی‌خان معین‌الدوله
- میرزا محمدخان سپهسالار
- میرزا محمدمهدی‌خان اعتضادالدوله
- عبدالله‌خان ناظم‌السلطنه
- محمدناصر صفا
- مسعود برزین
- محسن دولّو
- امیرهوشنگ دولّو از دوستان محمدرضا شاه پهلوی
- شیما دولّو قاتل زن ایرانی-امریکایی [۵]
- سیمین دولّو کارگران تلویزیون